# Daniil Dubov
Daniil Dmitrijevič Dubov (Даниил Дмитриевич Дубов; * 18. dubna 1996, Moskva, Rusko) je ruský šachový velmistr. Normy pro titul velmistra dosáhl ve věku 14 let, 11 měsíců a 14 dní v roce 2011. V roce 2018 se stal v Petrohradu mistrem světa v rapid šachu. V lednu 2021 byl podle hodnocení Elo na 24. místě na světě (2720).

## Život
Daniil se naučil šachy ve svých 6 letech. Jeho dědečkem byl Eduard Dubov (1938–2018), matematik a mezinárodní šachový rozhodčí.

## Šachová kariéra

### 2006–2016
Na mistrovství Evropy mládeže v šachu Dubov získal dvě medaile: bronz v roce 2006 v kategorii U-10 a stříbro v roce 2008 v kategorii U-12.
V roce 2009 vyhrál turnaj mladých hvězd Young Stars of the World – Vanya Somov Memorial v Kiriši. Ve stejném roce hrál za ruský tým, který získal zlatou medaili na Světové šachové olympiádě mládeže do 16 let. Dubov na druhé šachovnici získal i individuální bronzovou medaili. V roce 2009 také vyhrál ruský šampionát U-16 v rapid šachu a bleskové hře.
V roce 2011 Dubov znovu reprezentoval Rusko na Světové šachové olympiádě mládeže do 16 let a na první šachovnici vybojoval týmové zlato a individuální bronz. V tom samém roce vyhrál také moskevský šampionát v rapid šachu.
V roce 2012 se Dubov v kvalifikaci ruského mistrovství dělil o první místo s Dmitrijem Andrejkinem a Nikitou Viťugovem a v superfinále získal 4/9 bodů.
V lednu 2013 se Dubov zúčastnil turnaje Tata Steel B ve Wijk aan Zee, kde získal 7½/13 bodů (+4-2=7) a skončil pátý ze čtrnácti účastníků. Na Světovém poháru v šachu 2013 se dostal do třetího kola a byl vyřazen Antonem Korobovem poté, co vyřadil Sergeje Fedorčuka a bývalého mistra světa Ruslana Ponomarjova. V prosinci 2013 sehrál přátelské šestizápasové utkání s Alexejem Širovem nazvané „Bitva generací“, které vyhrál druhý jmenovaný.
V dubnu 2015 se na turnaji Aeroflot Open dělil o první místo s Janem Nepomňaščim a v tiebreaku se umístil na druhém místě.
Na mistrovství světa v bleskovém šachu 2016 v Dauhá Dubov získal bronzovou medaili.

### 2017–2020
V roce 2017 Dubov vyhrál ruskou nejvyšší ligu v Soči, když porazil v tiebreaku Sanana Sjugirova. V ruském superfinále, které se konalo v prosinci v Petrohradě, se Dubov dělil o 3.–4. místo s Vladimirem Fedosejevem a nakonec v tiebreaku získal bronzovou medaili.
V roce 2018 byl Dubov členem týmu Magnuse Carlsena při jeho zápasu o mistrovství světa v šachu proti Fabiano Caruanovi.
V prosinci 2018 Dubov vyhrál mistrovství světa v rapid šachu před Carlsenem, Šachrijarem Mamedjarovem a Hikaru Nakamurou.
Dubov byl vybrán jako nominant pořadatele na FIDE Grand Prix 2019, kvalifikaci na mistrovství světa v šachu 2020. Byl zapsán do moskevského turnaje, prvního ze čtyř turnajů cyklu Grand Prix, kde byl nejníže hodnoceným ze 16 účastníků. Po překvapivém vítězství nad nejvýše postaveným hráčem Anišem Girim byl Dubov vyřazen ve čtvrtfinále americkým velmistrem Hikaru Nakamurou.
V listopadu 2019 se Dubov zúčastnil také FIDE Grand Prix v Hamburku. Opět byl nejníže nasazeným hráčem turnaje, ale po překvapivých výhrách nad Tejmurem Radžabovem a Pjotrem Svidlerem se ocitl v semifinále proti Janu-Krzysztofovi Dudovi. Dva zápasy v klasickém časovém formátu skončily remízou a zápas došel do tiebreaku. Dubov vyhrál první rapid game (25+10) a k postupu do finále mu chyběla jen remíza. Poté ve druhém zápase prohrál ve zcela vyrovnané koncovce a zápas pokračoval druhou sadou s nerozhodným výsledkem (10+10). V další sadě po remíze bílými figurami nakonec Duda Dubova vyřadil.
3. června 2020 Dubov vyhrál Lindores Abbey Rapid Challenge, když porazil v semifinále Ting Li-žena a ve finále Hikaru Nakamuru.
Dne 30. prosince 2020 Daniil Dubov porazil Magnuse Carlsena ve čtvrtfinále Airthings Masters se skóre 2,5-0,5.

### 2021
Dne 21. února uspořádal Daniil Dubov simultánní hru v dětském hospici Lighthouse.
V roce 2021 opět působil v týmu Magnuse Carlsena při jeho zápasu o mistrovství světa proti Janu Něpomňaščijovi, a byl nejvýše hodnocený z celého týmu.

## Pozoruhodné hry
- Dubov vs. Svane, Batumi, Gruzie, 2019. 22. Mistrovství Evropy družstev, 7. kolo: Dubov zahnal soupeřova černého krále na útěk přes celou šachovnici, aby mu dal mat na a3.[23]

- Dubov vs. Karjakin, Moskva, Rusko, 2020. Superfinále ruského mistrovství, 11. kolo 11: Dubov hrál v úvodu nezvyklý gambit, ve střední hře vyměnil dvě věže za královnu a kandidát na mistra světa nakonec vzdal.[24] Partie byla označena např. komentátory Levy Rozmanem (GothamChess) a Antoniem Radićem (agadmator) za nejlepší hru roku.

## Postoj k rusko-ukrajinské válce
V březnu 2022, po zahájení ruské invaze na Ukrajinu, podepsal Dubov stejně jako dalších více než 40 předních ruských šachistů otevřený dopis ruskému prezidentovi Vladimiru Putinovi. Podepsaní šachisté ho v něm žádají o okamžité příměří a mírové řešení diplomatickou cestou. Situaci označili za „katastrofu“ a vyjádřili solidaritu s Ukrajinci.